# Servando Carrasco
Pour les articles homonymes, voir Carrasco.
Servando Carrasco est un joueur américain de soccer né le 13 août 1988 à Coronado en Californie. Il joue au poste de milieu de terrain.

## Biographie

### Carrière en club

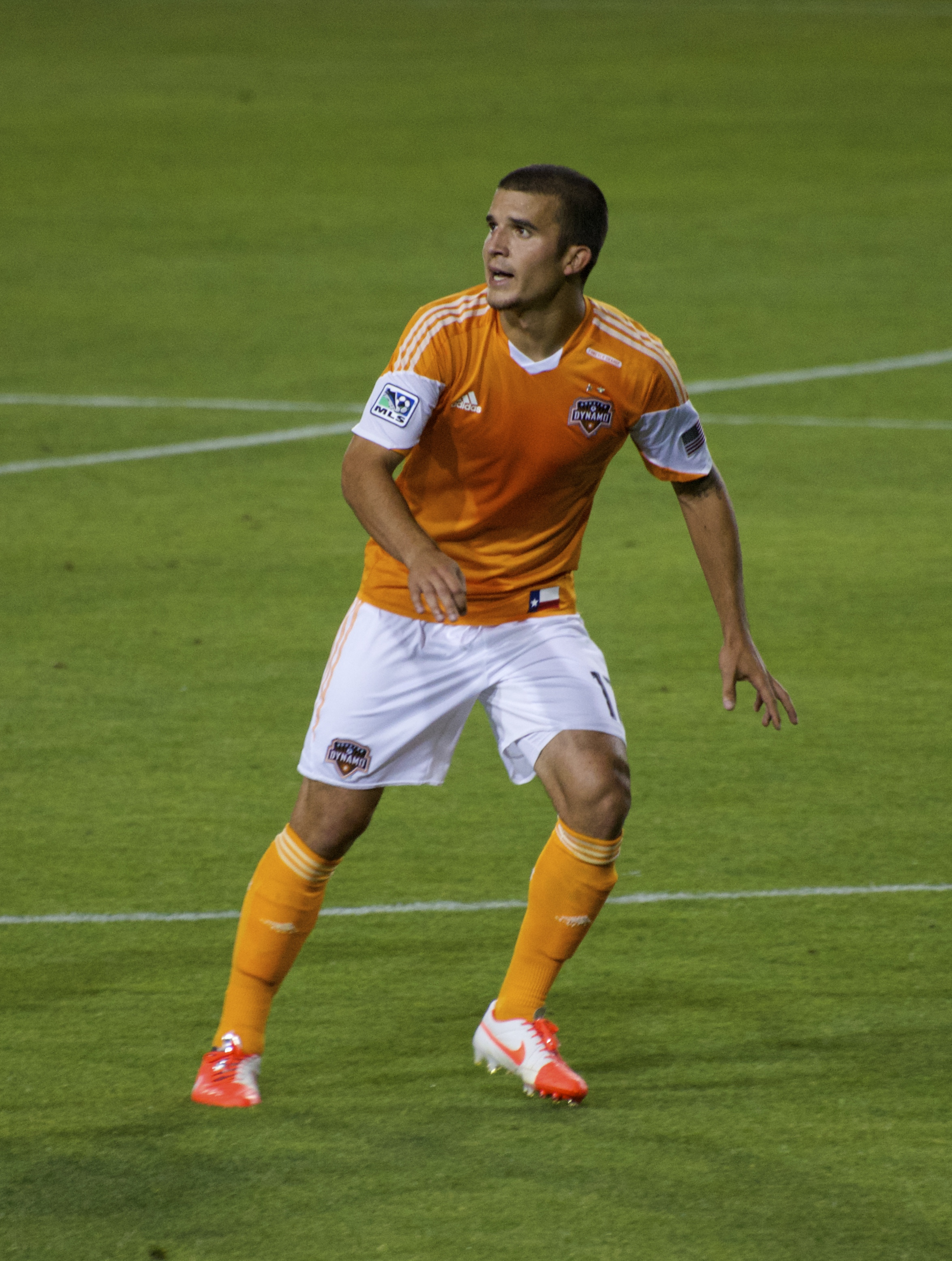
Carrasco avec le Dynamo de Houston.

Carrasco est repêché en 27e position lors du second tour de la MLS SuperDraft 2011 par les Sounders de Seattle. 
Le 27 janvier 2015, Carrasco s'engage avec le Sporting de Kansas City.

### Vie de famille
Fin décembre 2014, Servando Carrasco épouse la joueuse de soccer Alex Morgan à Santa Barbara en Californie,. En octobre 2019, cette dernière annonce être enceinte de leur premier enfant. Le 7 mai 2020, elle donne naissance à une fille prénommée Charlie Elena Carrasco.

## Palmarès
- Vainqueur de la US Open Cup en 2011 avec les Sounders FC de Seattle